# Xanith
Lo xanith è una pratica sociale diffusa nell'Oman che consiste in un cambiamento di genere per un certo lasso di tempo, presente esclusivamente in ambito maschile. Nello specifico, lo xanith è un uomo che, per un certo periodo, assume fattezze e comportamenti associati alle donne, indossa abiti da donna e ha rapporti sessuali con altri uomini. Tuttavia, questi tornerà in seguito ad assumere l'ordinario ruolo maschile, sposerà una donna e avrà dei bambini.